# Àlex Llobet i Garcia
Àlex Llobet i Garcia   (Lliçà d'Amunt, 9 de juny de 1964) és un expilot de motocròs i enduro català que ha protagonitzat una llarga carrera dins el món de la competició, tant a nivell estatal com internacional. D'entre els èxits que assolí durant la seva etapa d'activitat en destaquen 5 Campionats estatals d'enduro, 1 de llatinoamericà i 27 de Catalunya.
D'ençà del 2012 regenta l'empresa Racing 64, especialitzada en assistència en competició.

## Palmarès

### Enduro
- 5 Medalles als ISDE:[1]
  - 2 d'or (1994 i 1995)
  - 2 d'argent (1993 i 1996)
  - 1 de bronze (1997)
- 1 Campionat internacional llatinoamericà (1996, Alfer)[1]
- 5 Campionats estatals d'enduro:
  - 1992: 250 cc (KTM)
  - 1993: 250 cc (KTM)
  - 1994: 250 cc i Scratch (KTM)
  - 2009: Màsters (KTM)
- Vencedor de l'Enduro da Independência (1995)[1]

### Altres
- 1 Campionat estatal de motocròs júnior 75 cc (1980, Derbi)
- 1 Campionat estatal de trams cronometrats 125 cc (1989, KTM)
- 1 Campionat estatal de trail 1200 cc 4T (1989, Yamaha)
- 27 Campionats de Catalunya de motocròs i enduro entre 1969 i 2009[1]
- Líder del Ral·li dos Sertoes de 1997 durant diverses jornades, tot i que no acabà guanyant la prova (Alfer)

### Guardons[1]
- Medalla d'or al mèrit esportiu de la FIM els anys 1994 i 1995
- Medalla or al millor pilot privat del Campionat del Món d'enduro els anys 1993 i 1994

## Trajectòria professional
- Director comercial de Renault a Mollet del Vallès (1986-1992)
- Director tècnic d'Alfer (1997-1999)
- Director de Husqvarna Espanya (2000)
- Director esportiu de Husqvarna Espanya (2004)
- Director del departament de desenvolupament de Factory Bike i PGO Espanya (2005)
- Director general d'HM Espanya (2008)
- Director esportiu de Gas Gas (2009-2011)
- Propietari de Racing 64 (2012)